# 은어 (어류)
은어(銀魚, Plecoglossus altivelis)는 바다빙어목에 속하는 조기어류이다. 등쪽은 푸르지만 배쪽은 은빛이 나 은어라고 한다. 어릴때는 바다에 살다가 봄에는 강에 올라와 살며 가을에는 산란을 위해 하류로 내려가 죽는다. 은어는 7,8월에 많이 굶어 죽어 칠팔월 은어 굶듯 이란 속담이 생기기도 하였다. 먹이는 돌에 나는 이끼이며 자신만의 공간을 만들어서 산다.
조선 시대에는 도루묵과 구분하기 위해 은구어(銀口魚)라고도 했다.

## 분포
은어는 동아시아 등지에 주로 분포한다. 류큐 열도에 있는 은어는 아종으로 멸종위기에 처해있다. 조선민주주의인민공화국에서는 평안남도 개천시 도화리의 청천강은어를 천연기념물 405호로 지정하고 있다.

## 형태
몸은 길며 옆으로 납작하다. 주둥이는 뾰족하고 입을 매우 크다. 윗턱 앞부분에는 돌기가 있다. 이빨은 빗살 모양으로 나 있다. 옆줄은 뚜렷하다.

## 문화
한국어에서 은어는 때때로 도루묵과 혼동되어 사용되기도 한다. 그 유래와 어원에 대해서는 조선 선조시대 임진왜란과 관계가 있다고 하는데, 전쟁이 진행되면서 선조가 피난 생활을 하던 도중 배를 채우기 위해 신하들에게 음식을 청하도록 하였으나 신하들은 음식을 구하기 어려웠기에 바닷가에서 잡은 물고기를 구워 바쳤다. 선조는 그 생선을 먹고 맛이 너무 좋아 신하들에게 그 생선의 이름을 물었다고 한다. 당시 영의정이었던 류성룡이 임금에게 '목어' 혹은 '묵'이라 부른다고 말했다. 선조는 그 이름이 생선의 맛과 어울리지 않는다 하였고 직접 '은어'라는 이름을 하사하였다고 한다. 그 이후로 이 생선을 '은어'로 명명하여 부르게 되었다. 임진왜란이 끝나고, 조선은 다시 안정을 찾게 되었는데 선조는 피난 때 먹었던 은어의 맛이 그리워져 신하들에게 은어를 대령할 것을 명하게 된다. 하지만 피난 당시 급조해낸 은어가 아닌, 궁중의 요리사가 더 좋은 재료와 방법으로 요리해 낸 은어를 선조에게 바치게 되었고, 물고기 요리가 선조의 입에 들어가자마자 선조는 도로 뱉어냈다. 선조는 갑자기 맛이 없어지자(혹은 그전에 먹었던 맛이 아니게 되자) 생선에 '은어'라는 이름을 붙인 것이 아깝다며 '도로 묵'이라고 하라는 명을 함께 내린다. '도로묵'은 후에 모음조화를 통해 '도루묵'이라는 단어로 바뀌게 되었고, '묵'이 겪은 이야기와 비슷하게, 즉 "좋은 대우나 그러한 상태에 있다가, 다시 돌아가게 된 상태"가 되었을 때 '말짱 도루묵'이라는 말을 사용한다. 이 표현은 "열심히 노력한 것이 모두 허사가 되었을 때"에도 사용된다. 은어와 도루묵에게서 한 가지 표현이 만들어진 것이다.

### 요리
은어는 민물고기임에도 특유의 향긋한 향 때문에 향신료 혹은 반찬 등 기타 여러 가지 요리 재료로서 사용되었으며, 여러가지 조리 방법이 존재한다. 한국 요리 중에서 은어가 사용된 요리는 구이 요리나 훈제 은어 뿐만 아니라, 은어 튀김, 은어찜, 은어밥이 존재한다.

## 계통 분류
2016년 베탕쿠르(Betancur) 등의 연구에 의한 계통 분류는 다음과 같다.
|  | 바다빙어과                                        |
|  |                                                   |
|  | \| \| 뱅어과 \| \| \| \| \| \| 은어과 \| \| \| \| |
|  |                                                   |
|  | 뱅어과                                            |
|  |                                                   |
|  | 은어과                                            |
|  |                                                   |

|  | 뱅어과 |
|  |        |
|  | 은어과 |
|  |        |

|  | 바다빙어과                                        |
|  |                                                   |
|  | \| \| 뱅어과 \| \| \| \| \| \| 은어과 \| \| \| \| |
|  |                                                   |
|  | 뱅어과                                            |
|  |                                                   |
|  | 은어과                                            |
|  |                                                   |

|  | 뱅어과 |
|  |        |
|  | 은어과 |
|  |        |